# Sindika Dokolo
Sindika Dokolo, né le 16 mars 1972 à Kinshasa au Zaïre (actuelle république démocratique du Congo) et mort le 29 octobre 2020 à Dubaï, est un homme d'affaires congolais et un collectionneur d'œuvres d'art.

## Biographie
Né le 16 mars 1972 à Kinshasa, au Zaïre (actuelle république démocratique du Congo). Sindika Dokolo est un Congolais né d’une mère danoise et d’un père congolais, le banquier Augustin Dokolo, qui avait fait fortune sous le régime du président zaïrois Mobutu Sese Seko avant de se faire déposséder de ses biens,. Élevé en Belgique, il passe son baccalauréat dans le très huppé lycée Saint-Louis-de-Gonzague à Paris, puis étudie l’économie et le commerce à l'université Paris-VII. 
Son père, Augustin Dokolo, est propriétaire de banques, millionnaire et amateur d'art africain traditionnel. Sa mère, Hanne Kruse, est d'origine danoise. Après son bac, il étudie l'économie, le commerce et les langues étrangères à l'Université Pierre-et-Marie-Curie, Paris-VI.
Sindika Dokolo est le gendre de l'ancien président de la république d'Angola, José Eduardo dos Santos. Il détient l'une des plus importantes collections d'art africain contemporain, comprenant en 2016 environ 3 000 œuvres d'art,. Il tire sa fortune de son père, Augustin Dokolo Sanu, qui crée dans les années 1970 la première banque privée du Zaïre.

## Carrière en finance et en politique
Installé à Luanda depuis 1999, il cumule les fonctions d’homme d'affaires, d’opérateur culturel et de président de la fondation Sindika-Dokolo. Il possède plusieurs entreprises en Angola. Il siège au conseil d'administration de l'entreprise de ciment Nova Cimangola et il est un membre du conseil d'administration d'Amorim Energia, entreprise qui possède un tiers de la compagnie pétrolière Galp Energia via la Esperanza Holding.
En 2002, il se marie avec Isabel dos Santos, la fille aînée de José Eduardo dos Santos (président de l'Angola de 1979 à 2017) qui avait mis en place un vaste système népotique. Il investit dans beaucoup de secteurs : le diamant, le pétrole, l’immobilier et la téléphonie en Angola, au Portugal, en Suisse, au Royaume-Uni et au Mozambique. Dans une interview au magazine Jeune Afrique, il a déclaré que son objectif n’est pas de « bâtir un grand groupe intégré », mais plutôt d'avoir la chance de « voir l’Angola et la RDC comme un seul ensemble complémentaire  (...) un axe Luanda-Kinshasa pourrait créer un contrepoids à la suprématie sud-africaine ».
En 2017, il lance le mouvement politique Congolais debout ! pour mobiliser la société civile congolaise contre le président Joseph Kabila et soutenir l’opposition. Il s'affiche par la suite aux côtés de son successeur Félix Tshisekedi.
Successeur de José Eduardo dos Santos, le nouveau président angolais João Lourenço se mobilise contre la corruption, notamment de la belle-famille de Sindika Dokolo. S'il y garde des activités économiques, surveillées par sa mère qui dispose de la qualité de consule honoraire de Norvège, il ne se rend plus en Angola.
Il meurt après une plongée en mer à l'âge de 48 ans le 29 octobre 2020 à Dubaï, ville où il s’était replié avec son épouse après les accusations de détournements de fonds massifs dont il a fait l’objet début 2020 à la suite de la publication des « Luanda Leaks », enquête journalistique coordonnée par le Consortium international des journalistes d'investigation (ICIJ). Malgré ces accusations, artistes, marchands, experts refusaient de lui tourner le dos, préférant garder l’image d’un amoureux sincère des arts. Il s'était engagé dans un processus de rachat et de rapatriement d’œuvres volées au musée de Dundo et retrouvées à la foire d’antiquités de Maastricht, ce qui avait permis d'y retourner plusieurs objets, dont un masque de jeune fille (Mwana Pwo).

## Collectionneur d'œuvres d'art
Sindika Dokolo commence à construire une collection d'œuvres d'art à 15 ans. Dans une interview à la chaîne de télévision angolaise TPA, il a dit que ses parents aimaient beaucoup l’art : sa mère lui a fait visiter tous les musées d'Europe et son père était un grand collectionneur d'art africain classique. Les premières pièces de la collection d'art africain contemporain de Sindika Dokolo ne sont pas le fruit de recherches personnelles, mais ont été achetées en bloc à Hans Bogatzke, un homme d'affaires allemand qui avait passé près de quinze ans à rassembler ces 500 œuvres.
Sindika Dokolo a lancé la Fondation Sindika Dokolo dans le but de promouvoir des festivals artistiques et culturels. Sa mission est de bâtir un centre d'art contemporain à Luanda qui ne servirait pas seulement à l'exposition d’œuvres, mais également à l'incubation d'artistes locaux et internationaux. Sa collection d'art, la collection Dokolo, réunit 3000 œuvres d'art. Dokolo affirme que sa collection est destinée à « montrer des artistes africains dans le monde ».
Afin d'exposer au public africain la production artistique contemporaine, Sindika Dokolo a conduit sa collection à Luanda, à des événements réguliers, en particulier avec la Triennale de Luanda en 2006. La Fondation Sindika Dokolo est responsable de la participation de l'Angola à la Biennale de Venise en 2007,. La fondation emprunte des œuvres de la collection à un musée international depuis ce musée présente la même exposition dans un pays africain.
En décembre 2013, Dokolo assiste à l'ouverture de la VIIe Biennale de Sao Tomé-et-Principe, exposition internationale d'art dans ce pays, où sont exposées les œuvres d'art de la Fondation Sindika Dokolo,. Dans une interview accordée au journal portugais Jornal de Negócios, Sindika Dokolo réfute les allégations de corruption de l'activiste angolais Rafael Marques en spécifiant que sa collection atteste que « l’avantage de la scène artistique africaine contemporaine est de donner une perspective sensible et intelligente d’un continent en pleine mutation ». Dans la même interview, il souligne que « en termes démographiques, en 2050, il y aura 25% plus d’Africains que de Chinois, et, sur le plan économique, on assiste à "une croissance économique structurelle du continent africain". » Selon lui, ces aspects « projetteront le continent africain dans le futur. » ,
En 2014, Sindika Dokolo a participé au plus grand salon d'art africain du monde, 1:54, organisé à Londres entre le 16 et le 19 octobre, : plusieurs artistes et célébrités, comme la mannequin Alek Wek ou le chanteur Keziah Jones, ont exprimé publiquement leur soutien et leur reconnaissance pour le travail du collectionneur, soulignant le rôle de la Fondation Sindika Dokolo dans le développement de l'art contemporain africain.
En mars 2015, la mairie de Porto a décerné à Sindika Dokolo la médaille du Mérite à l’occasion de l’exposition d’art contemporain You Love Me, You Love Me Not,. Cet hommage témoigne de la reconnaissance de la ville vis-à-vis de Sindika Dokolo pour sa contribution, qui a permis à la ville de Porto de mener à bien l’un des plus importants projets de l’actualité dans le domaine de l’art contemporain, et ce en aidant à créer un pont original entre la ville et le reste du monde,. L’exposition comprend des œuvres appartenant au collectionneur et réunit une cinquantaine d’artistes (africains et autres),. Il s’agit de la plus importante exposition jamais réalisée de la collection de la Fondation Sindika Dokolo, considérée comme la plus grande collection d’art africain au monde,.
Sindika Dokolo s'est donné pour mission de restituer des œuvres d'art africain volées à leur musée d'origine,. « Le moment est venu pour toutes les œuvres perdues de rentrer à la maison, où elles pourront jouer pleinement leur rôle, un rôle qui aidera à renforcer notre culture et notre savoir, qui permettra de compléter notre patrimoine », soutient Dokolo. En plus de la collection d'œuvres d'art, le collectionneur est dédié à « récupérer des pièces volées à l'époque coloniale », mission accomplie avec l'aide d'une équipe internationale,. Rachetant des œuvres issues de pillages coloniaux, il en rend à leurs pays d’origine, avec notamment fin 2019 une vingtaine d’œuvres confiées au musée de Dundo (Angola).
Dans une interview au magazine Jeune Afrique, il affiche l'ambition d'« avoir la plus belle collection d'art africain classique du monde ». Le collectionneur croit également que « le grand défi de l’art africain contemporain, c’est de parvenir à faire le lien et d’assumer le rôle de dépositaire de ce phénomène exceptionnel qu’a été l’art classique. Pas seulement par rapport à ce qu’il a produit, mais aussi par rapport à la place de l’art dans la société, à la manière dont on définit les artistes et les œuvres, à la façon dont on vit l’art »,,.
Dans une interview avec Imo Dara, une publication consacrée aux collections d'art africain, il évoque son projet de rapatrier des pièces classiques de l'art africain. Le collectionneur d'œuvres d'art soutient qu'« exposer les artistes d'aujourd'hui à l'art classique africain pourrait être une formule intéressante pour libérer le potentiel de nouveaux thèmes artistiques ». Dans ce contexte, Sindika Dokolo désire agir comme moteur dans le but de « canaliser toute l'énergie possible de l'Angola et d'encourager la prochaine génération d'artistes »,.
Il est aussi producteur de plusieurs films du réalisateur Quentin Dupieux (dont Wrong, Wrong Cops et Rubber).